# Ilja Pawłow
Ilja Siemionowicz Pawłow (ros. Илья Семёнович Павлов, ur. 1899 w Carskim Siole, zm. we wrześniu 1964 w Moskwie) – radziecki generał major.

## Życiorys
W 1915 skończył wyższą szkołę miejską w Carskim Siole, od kwietnia 1919 do lipca 1920 żołnierz Armii Czerwonej, od 1 maja 1919 członek RKP(b), od lipca do września 1920 funkcjonariusz Wydziału Specjalnego Czeki Frontu Zachodniego w Smoleńsku. Od września 1920 do stycznia 1921 pełnomocnik Wydziału Specjalnego Czeki Armii Zapasowej w Wiaźmie, później zajmował kierownicze stanowiska w Wydziałach Specjalnych Czeki/GPU/OGPU/NKWD poszczególnych jednostek wojskowych i okręgów wojskowych, m.in. od sierpnia 1930 do lutego 1934 szef Wydziału Specjalnego OGPU 19 Korpusu Strzeleckiego w Leningradzie, od marca 1934 do sierpnia 1935 szef Wydziału Specjalnego 18 Korpusu Strzeleckiego w obwodzie amurskim, od września 1936 do 31 maja 1938 szef Oddziału 4 Wydziału Specjalnego NKWD Floty Czarnomorskiej, od czerwca 1938 do lipca 1940 zastępca szefa Wydziału Specjalnego NKWD Kalinińskiego Okręgu Wojskowego, od 27 czerwca 1938 starszy porucznik bezpieczeństwa państwowego, a od 14 maja 1939 kapitan bezpieczeństwa państwowego. Od lipca do 24 września 1940 zastępca szefa Wydziału Specjalnego NKWD Nadbałtyckiego Okręgu Wojskowego, od stycznia do września 1941 szef Wydziału Specjalnego NKWD/Wydziału Trzeciego 7 Armii Leningradzkiego Okręgu Wojskowego w stopniu komisarza brygadowego, od września 1941 zastępca szefa, a od 10 stycznia do 17 maja 1942 szef Wydziału Specjalnego NKWD Frontu Karelskiego, 10 stycznia 1942 mianowany starszym majorem bezpieczeństwa państwowego. Od 8 czerwca 1942 do 21 lutego 1944 zastępca szefa Wydziału Specjalnego/Wydziału Kontrwywiadu Smiersz Środkowoazjatyckiego Okręgu Wojskowego, 14 lutego 1943 mianowany komisarze bezpieczeństwa państwowego, a 26 maja 1943 generałem majorem, od 21 lutego do czerwca 1944 szef Zarządu Kontrwywiadu Smiersz Środkowoazjatyckiego Okręgu Wojskowego, od lipca do 5 lutego 1945 zastępca szefa Zarządu Kontrwywiadu Smiersz 2 Frontu Białoruskiego. Od 5 lutego do marca 1945 zastępca szefa Wydziału Operacyjno-Czekistowskiego Głównego Zarządu Jeńców Wojennych i Internowanych NKWD ZSRR, potem kolejno zastępca szefa Zarządu 3 i Zarządu 2 Głównego Zarządu Jeńców Wojennych i Internowanych NKWD ZSRR, od 17 marca 1947 do grudnia 1953 zastępca szefa Głównego Zarządu Dróg Szosowych MWD ZSRR, następnie na emeryturze.

## Odznaczenia
- Order Lenina (21 lutego 1945)
- Order Czerwonego Sztandaru (trzykrotnie - 28 października 1943, 3 listopada 1944 i 30 stycznia 1951)
- Order Czerwonej Gwiazdy (21 czerwca 1945)
- Odznaka "Zasłużony Funkcjonariusz NKWD" (27 kwietnia 1940)

I 5 medali.